# Gonimbrasia pales
Gonimbrasia pales är en fjärilsart som beskrevs av Gustav Weymer 1908. Gonimbrasia pales ingår i släktet Gonimbrasia och familjen påfågelsspinnare. Inga underarter finns listade i Catalogue of Life.